# Enterprise Center
Le Enterprise Center (anciennement Kiel Center, Savvis Center et Scottrade Center, surnommé The House that Brett Hull Built) est une salle omnisports située dans le centre de Saint-Louis, au Missouri.
Depuis 1994, c'est la patinoire des Blues de Saint-Louis de la Ligue nationale de hockey. De 1994 à 2008, ce fut le domicile de l'équipe masculine de basket-ball de la Saint Louis University, les Saint Louis Billikens évoluant en National Collegiate Athletic Association. Parmi les anciens locataires étaient les St. Louis Steamers de la Major Indoor Soccer League, le RiverCity Rage de l'United Indoor Football, le St. Louis Stampede de l'Arena Football League, le St. Louis Ambush de la National Professional Soccer League et les St. Louis Vipers du Roller Hockey International. Le Enterprise Center a une capacité de 19 150 sièges pour les rencontres de hockey sur glace et peut accueillir jusqu'à 21 000 spectateurs lors d'une partie tout en disposant de 91 suites de luxe, 7 party rooms et 1 726 sièges de club. La salle est polyvalente car elle peut organiser divers évènements sportifs et culturels comme des concerts ou des matchs de basket-ball avec 22 000 places dans cette configuration.

## Histoire
En 1985, les propriétaires des Blues de Saint-Louis envisagèrent le déplacement de l'équipe dans une autre ville, cela provoqua une réaction dans le milieu des affaires de la région et plusieurs membres de la communauté mirent en place un plan pour racheter la franchise et la maintenir à Saint-Louis. Toutefois, en 1990, il était devenu évident que la survie à long terme des Blues nécessitait la construction d'une nouvelle patinoire, dans lequel il y aurait un propriétaire commun entre l'équipe et le bâtiment. Par conséquent il fallait remplacer la St. Louis Arena, un édifice de soixante-cinq ans qui manquait d'équipement modernes (écrans géants...) et de services (suites de luxe...) nécessaires au sport professionnel de premier plan. Par la suite, un groupe de grandes sociétés de Saint-Louis, tous membres éminents de la Civic Progress organization (un organisme créé en 1953 et composé des dirigeants des 26 plus grandes sociétés de la région), a formé une société en commandite appelée Kiel Center Partners, LP afin de développer le projet.
Après l'étude de plusieurs emplacements, le site du vétuste Kiel Auditorium a été choisi pour des raisons de financements. Avec la formation de Kiel Center Partners, $62,4 millions de dollars en obligations net d'impôts ont été émis avant la date d'expiration (31 décembre 1990) de la Transition Rule qui permettait l'exonération et il a été décidé de démolir l'ancien Kiel Auditorium et ses parkings.

Ancien logo du Scottrade Center.

Le Scottrade Center fut inauguré le samedi 8 octobre 1994 sous l'appellation de Kiel Center et coûta $135,3 millions USD ($170 millions avec la démolition du Kiel Auditorium, la préparation du terrain et la construction d'un parking à étages de 1 240 places). Cette structure de 12 étages de verre et de béton fut conçue par la firme architecturale Ellerbe Becket. Elle porta les noms de Kiel Center entre 1994 et 2000 puis et Savvis Center de 2000 à 2006. L'arène accueille près de 175 événements et 2 millions de visiteurs par an.
En septembre 2006, Scottrade acheta les droits de naming.
Le 21 mai 2018, le Scottrade Center change de nom et devient le Enterprise Center à la suite d'une entente de 15 ans conclue entre les Blues et la compagnie Enterprise qui entre en vigueur le 1er juillet.

## Événements
- Concert de Frank Sinatra, 21 octobre 1994
- Tournoi masculin de basket-ball de la Missouri Valley Conference (Arch Madness), depuis 1995
- Repêchage d'entrée dans la LNH 1996, 22 juin 1996
- Tournoi masculin de basket-ball de la Conference USA, 1997
- WWF Badd Blood: In Your House, 5 octobre 1997
- Tournoi Midwest Regional du Championnat NCAA de basket-ball, mars 1998
- Survivor Series 1998, 15 novembre 1998
- Visite du Pape Jean-Paul II, 26 janvier 1999
- Final Four basket-ball NCAA féminin, 2001 et 2009
- WWE No Mercy, 21 octobre 2001
- Concert de Britney Spears, 22 juin 2002
- United States Figure Skating Championships, 7-15 janvier 2006
- Concert de The Rolling Stones (A Bigger Bang Tour), 27 janvier 2006
- NCAA Frozen Four, 5 et 7 avril 2007
- Concert de Billy Joel, 25 avril 2007
- WWE Judgment Day, 20 mai 2007
- Concert de Bruce Springsteen, 23 août 2008
- WWE Elimination Chamber, 21 février 2010
- WWE Royal Rumble, le 29 janvier 2012
- Concert de Madonna (The MDNA Tour), 1er novembre 2012
- Concert de Lady Gaga, The Born This Way Ball Tour, 2 février 2013
- Concert de Taylor Swift dans le cadre de son Red Tour, 18 et 19 mars 2013
- WWE Extreme Rules, le 19 mai 2013.
- Money in the Bank 2017, le 18 juin 2017.
- Concert de Olivia Rodrigo pour le Guts World Tour, le 12 Mars 2024.
- WWE Backlash, le 10 mai 2025

## Galerie

Extérieur
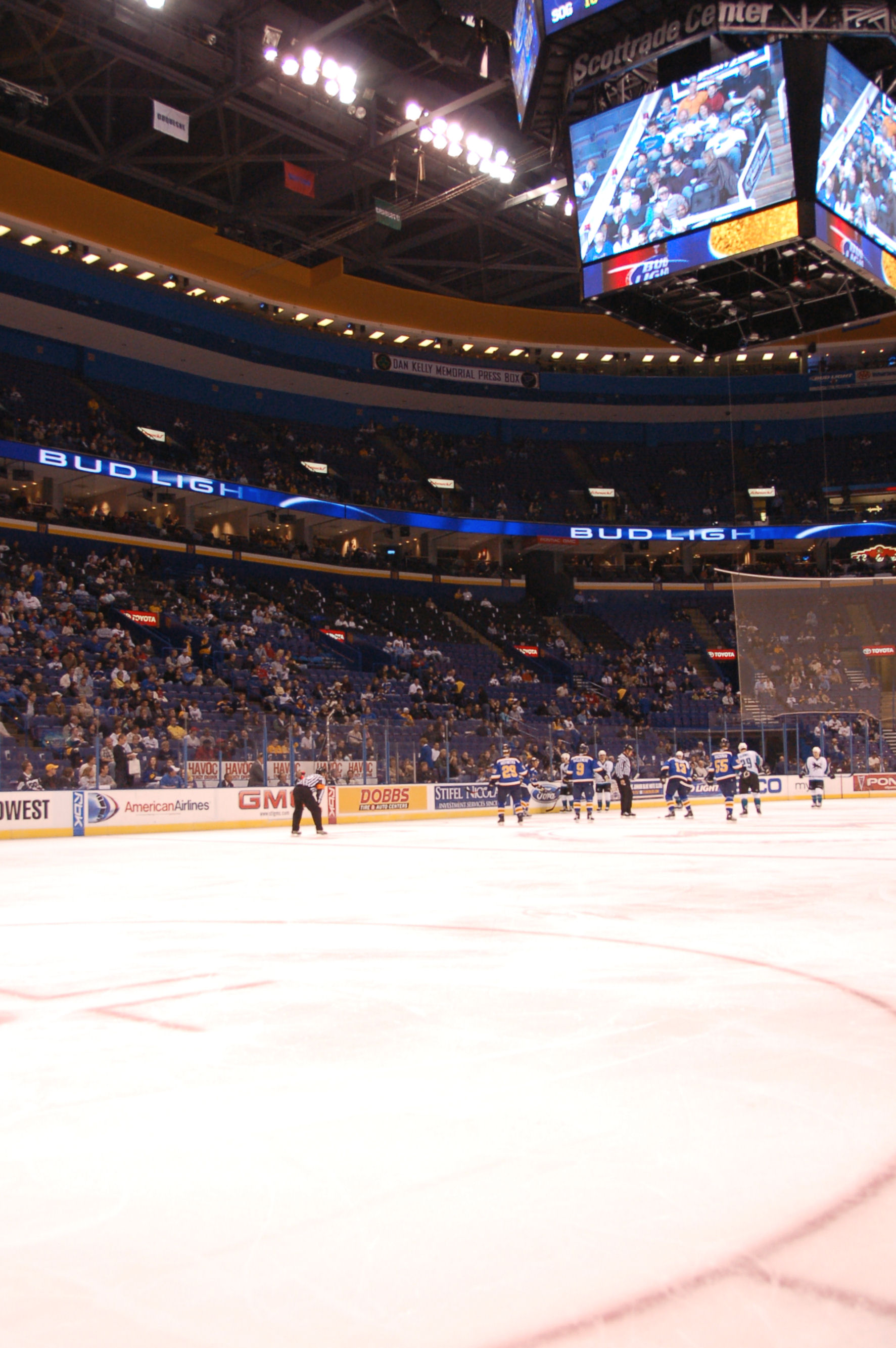
Patinoire des Blues
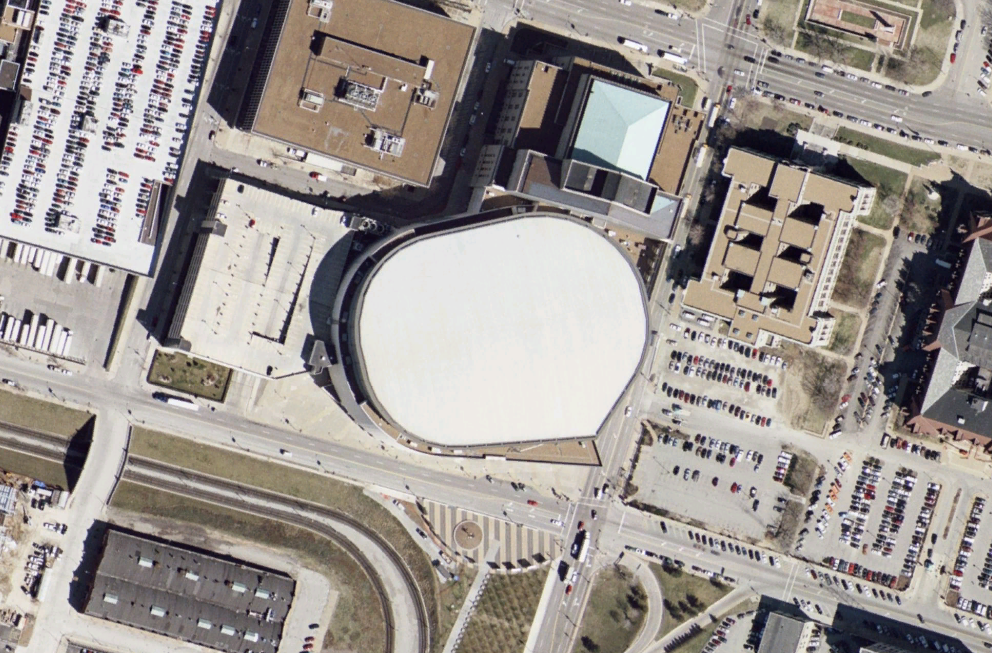
Image satellite